# Luis Aranda
Luis Aranda  (Esperanza, Santa Fe, Argentina, 3 de julio de 1936 - Belén de Escobar, Buenos Aires, 28 de agosto de 2012) fue un actor argentino de cine y televisión recordado por sus papeles de villano.

## Biografía
Aranda nació en la localidad de Esperanza, provincia de Santa Fe y realizó una exitosa carrera actoral, donde encarnó en populares telenovelas memorables papeles de villano.
Luis Aranda debutó en la pantalla grande con el film El lobo en 1972 junto a Narciso Ibáñez Menta, Walter Vidarte y Alfredo Iglesias.
En 1974 actuó en Quebracho al lado de Juan Carlos Gené, Hector Alterio y Osvaldo Bonet.
En 1978 vino el drama Proceso a la infamia con Rodolfo Bebán, Leonor Benedetto, Marta Betoldi y Adrián Ghio y la película De cara al cielo Con Gianni Lunadei, filmada en Junín de los Andes. Al año siguiente volvió con Los drogadictos junto a Mercedes Carreras, Juan José Camero y Giancarlo Arena.
Trabajó en pequeños personajes en casi todas las películas de Palito Ortega.
En 1980 actuó en la comedia Gran valor nuevamente al lado de Graciela Alfano y con un elenco que incluía a Juan Carlos Calabro, Noemí Alan y Vicente La Russa.
En 1981 vino Sucedió en el fantástico Circo Tihany en compañía de Tristán, Susana Traverso, Tincho Zabala y Daniel Miglioranza.
En 1983 actuó en la comedia infantil Diablito de barrio junto a Juan Carlos Calabro, Cristina del Valle, Lorena Paola, Tristán y Marcos Zucker.
En 1986 volvió con una coproducción Franco-argentina Expreso a la emboscada  (en francés Les longs manteaux) con el actor francés Bernard Girardeau, Federico Luppi, Ricardo Darín, Oscar Martínez y Lito Cruz.
Su último film fue Comodines en 1997 junto a Carlos Calvo, Adrián Suar y Víctor Laplace.

## Televisión
Su incursión por la pantalla chica argentina se vinculó generalmente a papeles de antihéroe y personajes odiosos que dejaron huella en varias telenovelas exitosas.
Sus inicios fueron con Osvaldo Pacheco, en el que ganó una especie de reality, en Viernes de Pacheco y le permitió actuar en sus programas durante todas sus temporadas, en Canal 9. Allí fue siendo conocido por distintos productores, como Narciso Ibañez Menta y le permitió despegar con su adorada carrera con ciclos como los del anteriormente nombrado, Darío Víttori o Nora Cárpena y Guillermo Bredeston y en telenovelas como Malevo (Rodolfo Bebán), Lo mejor de nuestra vida, nuestros hijos (Susana Campos), Una escalera al cielo, Andrea Celeste, entre otras.
Su salto a la popularidad se dio en 1980 con El Rafa en el papel de El Rape Varela junto a Alberto de Mendoza, Carlos Calvo y Alicia Bruzzo por Canal 9. En ese mismo año trabajó en ATC , con la telenovela Señorita Andrea con Andrea del Boca y Raúl Taibo. En la comedia Casi una pareja con Emilio Disi y Dorys Del Valle, del mismo autor de El Rafa, Abel Santa Cruz, vuelve a la piel de El Rape Varela, pero en una versión de comedia que le permite dar rienda suelta a su sentido del humor.
En 1982 hizo la telenovela Llévame contigo con Pablo Alarcón y Cristina Alberó. En 1983 hizo el papel del malvado Jonas en Amor gitano protagonizado por Arnaldo André, Luisa Kuliok y quien fuese su gran amigo el portorriqueño Miguel Ángel Suárez.
En 1984 repite el papel de villano en Amo y señor, también junto a André, en la que se hizo recordada la escena en la que el personaje de este último le da lonjazos en la espalda en plena selva.
En 1985 actuó en Libertad condicionada como Cantelmi  junto a Susana Campos, Alicia Bruzzo y Juan Carlos Dual. Fue Sargento Montoya en Claudia Morán en compañía de Sully Diaz, Luis Luque y Ricardo Pald. En la novela Pasiones con Grecia Colmenares y Raúl Taibo, vuelve al malvado en el rol de Santoyo, la mano derecha del malo de Italo. En 1987 actúa en Estrellita mía con Andrea del Boca y Ricardo Darín. No hubo año en que no participara en alguna novela, con personajes de diversa importancia o continuidad.
Se suman en: Cara bonita protagonizada por Catherine Fulop, Más allá del horizonte con Grecia Colmenares y Osvaldo Laport, además Clave de Sol, Nazareno Reyes, Manuela, El precio del poder, Brigada Cola, El día que me quieras, Inconquistable corazón, Un hermano es un hermano, Poliladron, Verdad consecuencia, Ricos y famosos, Muñeca brava y en las ficciones infantiles como Cebollitas y Chiquititas de Cris Morena.
En 1999 participa en Campeones de la vida donde hacía en entrenador traidor de Guido Guevara (Osvaldo Laport) fue una de las últimas tiras en que formó parte del elenco "casi estable".
Sus últimas apariciones fueron en Cabecita (1999), Los médicos de hoy (2000), PH, propiedad horizontal (2001) y en Collar de Esmeraldas con Osvaldo Laport y Carina Zampini (2006).

## Fallecimiento
Luis Aranda murió el 28 de agosto de 2012 en la localidad de Belén de Escobar, en la zona Norte del Gran Buenos Aires, tras perder una larga lucha contra el cáncer de garganta, donde fueron cremados sus restos, a los 76 años.